# Northwood (Pensilvania)
Northwood es un lugar designado por el censo ubicado en el condado de Blair en el estado estadounidense de Pensilvania. En el Censo de 2010 tenía una población de 296 habitantes y una densidad poblacional de 348,35 personas por km².

## Geografía
Northwood se encuentra ubicado en las coordenadas 40°41′11″N 78°13′38″O / 40.68639, -78.22722. Según la Oficina del Censo de los Estados Unidos, Northwood tiene una superficie total de 1.37 km², de la cual 1.37 km² corresponden a tierra firme y (0%) 0 km² es agua.

## Demografía
Según el censo de 2010, había 296 personas residiendo en Northwood. La densidad de población era de 348,35 hab./km². De los 296 habitantes, Northwood estaba compuesto por el 98.31% blancos, el 0% eran afroamericanos, el 1.01% eran amerindios, el 0% eran asiáticos, el 0% eran isleños del Pacífico, el 0% eran de otras razas y el 0.68% pertenecían a dos o más razas. Del total de la población el 0% eran hispanos o latinos de cualquier raza.